# Leduinus van Sint-Vaast

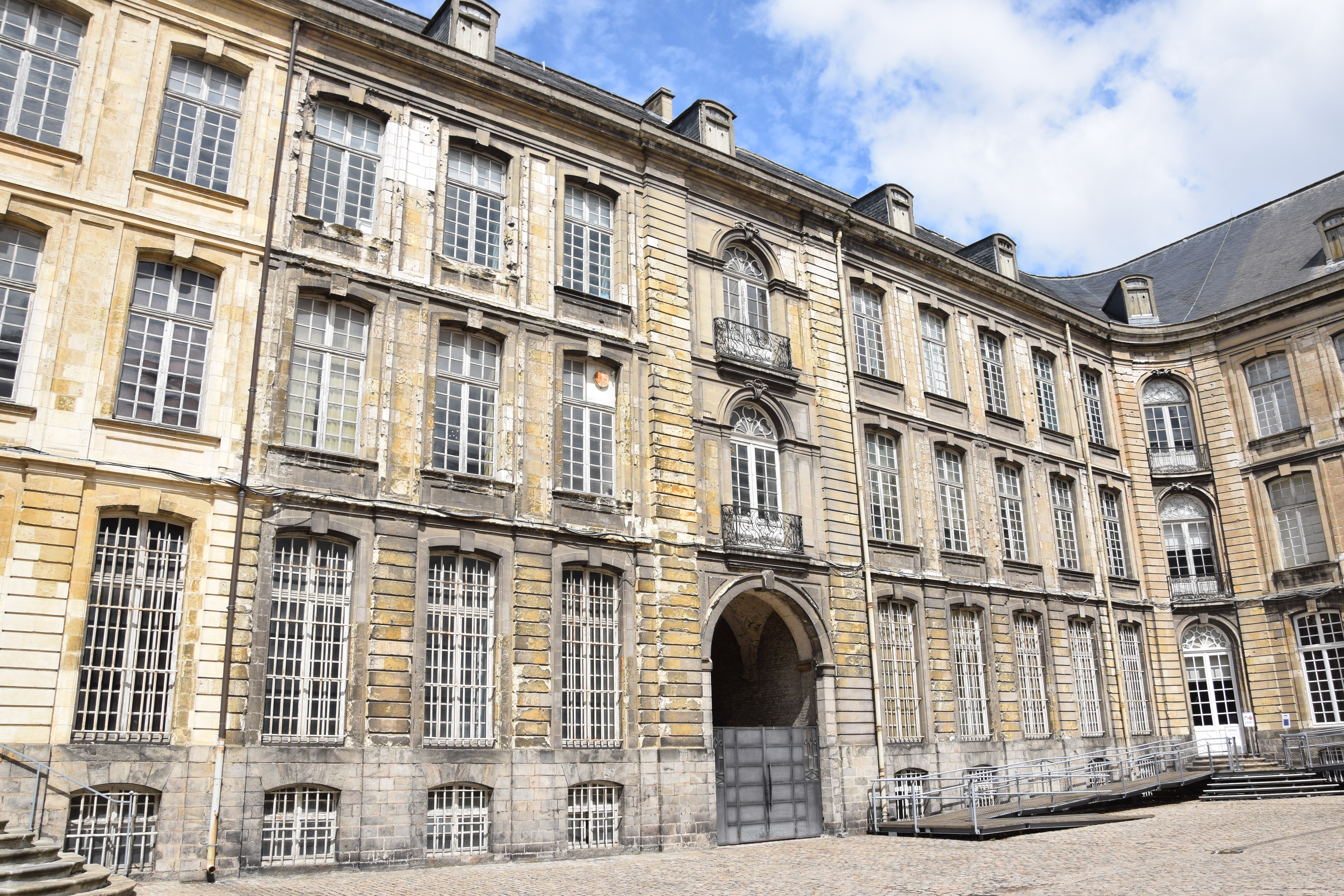
De abdij van Sint-Vaast

Leduinus (?-1041) was een van de belangrijkste zogenaamde ‘Lotharingse hervormers’ in het Graafschap Vlaanderen en abt van de abdij in Sint-Vaast. De lengte van zijn ambtstermijn is betwist, al zou hij waarschijnlijk van 1023 tot 1040 abt geweest zijn. Hij is als abt verkozen wegens zijn belofte om de plaatsen van geloof te renoveren en herop te bouwen, ook beloofde hij de morele disciplines te herstellen. Uiteindelijk werd hij abt met de financiële hulp van Richard Ferri de Locres.

## Leduinus’ achtergrond
Rond Leduinus zijn er nog heel wat onduidelijkheden. Er zijn vrijwel geen enkele contemporaine bronnen bewaard rond zijn leven en werk. Dit in tegenstelling tot zijn collega-hervormers zoals Richard van Verdun en Poppo van Stavelot, waar veel meer bronnen over te vinden zijn. De enige contemporaine bron rond Leduinus is de Gesta episcoporum Cameracensium (Akten van de bisschoppen van Cambrai). In zijn jongere jaren had Leduinus eerder een militaire functie en stapte hij pas op latere, volwassen leeftijd het kloosterleven binnen.  Het is hoogstwaarschijnlijk dat hij van edele komaf was. Over zijn geboortegebied is er wel wat onduidelijkheid. Zijn herkomst zou rond de Franse stad Lens liggen of l’Ostrevent, een gebied in het Graafschap Henegouwen. Dit lijkt wel logisch wegens het feit dat in deze gebieden vele kloosters aanwezig waren en omdat in deze streken Leduinus zijn hervormingen wist door te voeren. Ondanks de weinige bronnen, kan de rol van Leduinus  als hervormer helemaal niet onderschat worden: hij zorgde voor vele vernieuwingen en economische vooruitgang in verscheidene kloosters waaronder de abdij van Sint-Vaast.

## De Lotharingse hervorming
De term Lotharingse hervorming wordt gebruikt om de kerkelijke hervormingen die plaats vonden in Lotharingen in de tiende en elfde eeuw te beschrijven. Wat typerend is voor deze hervorming is het onderscheid dat gemaakt wordt tussen de macht van de bisschoppen en paus en de macht van de koning, terwijl beide machten worden erkend in hun recht. Dankzij de geografische ligging van Lotharingen in het centrum van het Karolingische Rijk, werd het gebied het startpunt van de hervormingsbeweging.  

## De Sint-Vaast Bijbel
Tijdens Leduinus’ abtstermijn werd de Sint-Vaast Bijbel gekopieerd en versierd. Deze bijbel was het werk van Leduinus’ voorganger Richard van Verdun. De Sint-Vaast Bijbel bestaat uit drie volumes en is bekend voor zijn vele illustraties van het Oude en Nieuwe Testament. De hervormingen die plaatsvonden onder Richard, Poppo en Leduinus verspreide zich rondom Sint-Vaast. De meeste kloosters die door deze hervorming gingen hebben later hun eigen geïllustreerde Giant Bibles geproduceerd.  

## Monastieke hervormingen
Leduinus verklaarde 2 provoten: Has Pres en Berclau, daarna hielp hij de eerste locatie te verwerven nabij de Schelde, tussen Cambrai en Valenciennes, door middel van een uitwisseling met de abdij van Jumièges. Later stichtte hij het domein Berclau. Hij deed dit om de overvloed aan monniken in Sint-Vaast onder controle te houden en om toezicht te houden rond de exploitatie en bezit van de omliggende landgoederen, ook werd Leduinus het klooster van Marchiennes toevertrouwd door prins Bauduin Belle Barbe. Vervolgens bracht hij in 1036 de kloosters van Marchiennes en Hamages samen. Ondertussen werkte hij aan de hervorming van de regulering rond de tonlieu-belasting, die in 1036 als geldige wet werd doorgevoerd.  Na zijn dood werden veel relikwieën op zijn verzoek van Sint-Vaast naar Oudenaarde verplaatst, wat met de geldige steun Benedictus VIII kon gebeuren. Ook werd Leduinus na zijn overlijden opgevolgd door Johannes de eerste.
- Gemeinsame Normdatei: 1076093248
- Virtual International Authority File: 317080064